# 2007年世界夏季特殊奥林匹克运动会

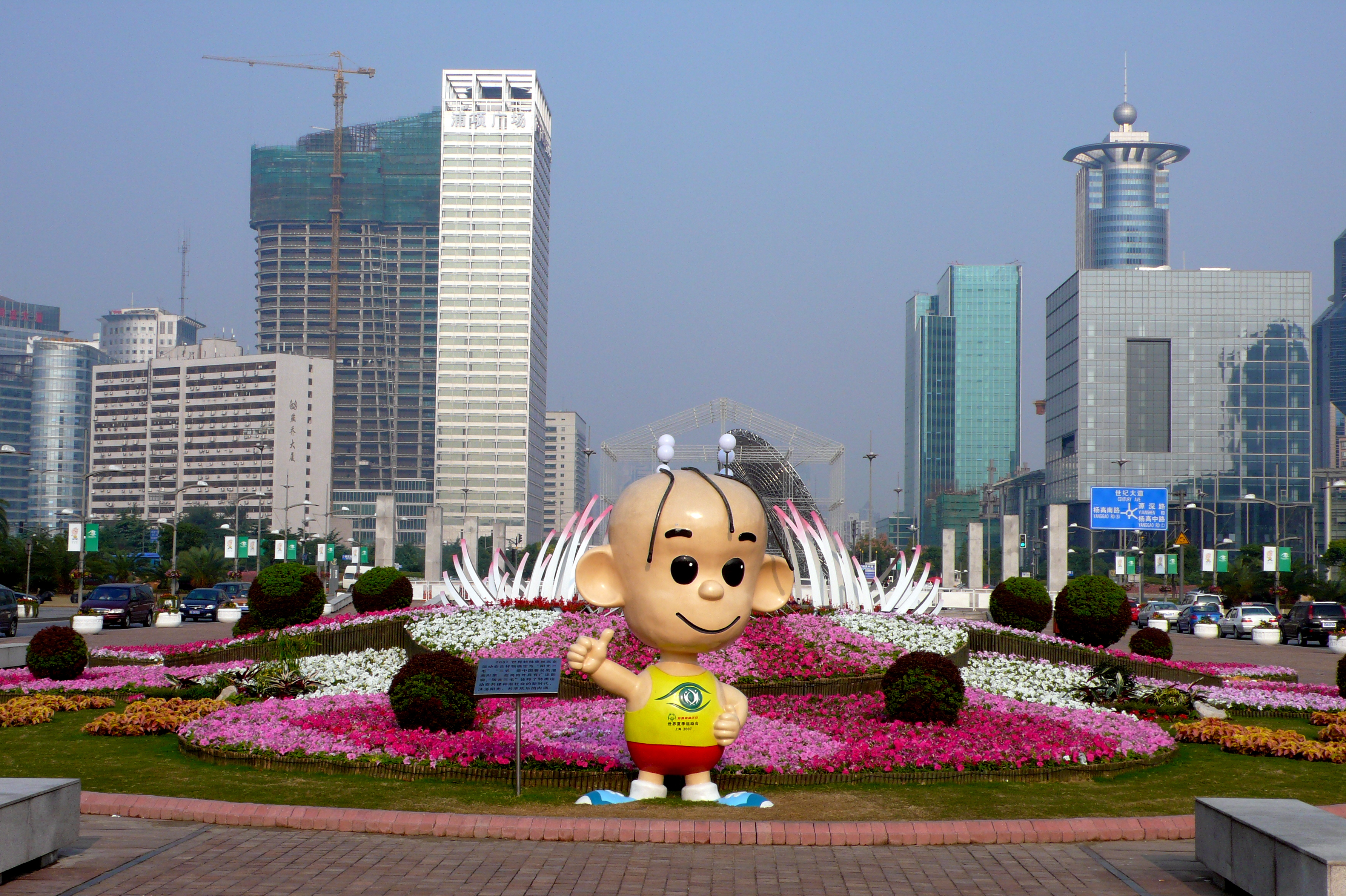
在世紀大道近上海科技館放置的特奥会吉祥物

2007年世界夏季特殊奥林匹克运动会（2007 Special Olympics World Summer Games）于2007年10月2日至11日在中华人民共和国上海市举行，开幕式于10月2日在上海八万人体育场举行，闭幕式于10月11日在江湾体育场举行。这是夏季特殊奥林匹克运动会首次在亚洲举办，也是在美国本土以外举办的第二次夏季特奥会，下一届的举办地为希腊雅典。
2007年夏季特奥会吸引了来此全球7,500名运动员、40,000名志愿者、3,500名官员和1427名記者。此外，医学专业人士将为所有参赛运动员做免费健康检查。在往年的检查中曾发现运动员患有潜伏性疾病，使他们可以得到及时地治疗。这届运动会的主题是“你行我也行（I know I can）”，旨在表达智障运动员“平等、参与、融合、快乐”的心声和我们尽力办好本届特奥会的决心，充分体现特奥运动的理念和使命；会标的图案是一个满含祈盼、关爱的眼神，代表了智障人祈盼平等、接受和包容，旨在全社会要关爱智障人士，关注和聚焦特奥运动这项崇高的事业。

## 比賽項目及规则
- 水上項目（浦东游泳馆）
  - 比赛规则：运动员可采用不同花式进行不同距离的比赛，包括蛙泳、仰泳、自由泳和蝶泳。接力赛严格遵照国际业余游泳联合总会和国家水上运动理事会制定的规则，每个运动员只允许参加两项个人赛和一项接力赛。比赛根据运动员的能力和特长分为三个类别。类别一：15米独立泳、25米自由泳、25米仰泳、4×25米接力赛；类别二：25米蝶泳、25米仰泳、25米蛙泳、50米蝶泳、50米蛙泳、50米自由泳、50米仰泳、100米自由泳和接力；类别三：100米自由泳、100米仰泳、100米蝶泳、100米蛙泳、100米个人混合泳、200米个人混合泳、200米蛙泳、200米自由泳、400米自由泳、800米自由泳、1500米自由泳和接力。
- 田徑（上海体育场）
  - 比赛规则：分为六个大项，短跑、长跑、田赛、综合项目、轮椅专项和初级组项目。短跑由短距离的跨栏和非跨栏跑步组成，距离长度从100米到800米；长跑则是由1,500米起跑到全程或半程马拉松；田赛包括投铅球、跳高和跳远；综合项目是五项全能；轮椅专项则包含跑步和铅球。同时也将举行一些为初级运动员特设的专项比赛。
- 羽毛球（宝山体育馆）
  - 比赛规则：包括单打、双打、男女混合双打和融合混合双打，每局满分为21分。
- 篮球（卢湾体育馆／上海体育馆／上海交通大学体育馆）
  - 比赛规则：竞赛对工具能力、年龄和性别分组，一个队最多可以由十名队员组成，最多有五人同时上场。比赛总共持续24分钟，分成四节，特奥会遵循国际比赛惯例。除了通常的五对五篮球赛之外，还将举行一个由智障运动员和非智障运动员共同参与的融合篮球赛。
- 地滾球（嘉定体育场）
  - 比赛规则：运动员可以参加单人双人以及团体的比赛。在比赛开始之初，将一个小木球或塑料的母球扔在比赛场地上。木球必须超过10米的中线才算界内。比赛选手轮流将比母球大的地滚球向母球扔，比较两队最接近母球的球，哪个队的球和母球最为接近哪个队就得分，有几个球比对方更接近就得几分。当一个队得到13分时即取胜。
- 保齡球（高点保龄球馆）
  - 比赛规则：每名运动员最多只能参加三项保龄球比赛。比赛规则以国家十瓶保龄球协会指南为依据，同时参考其它国际巡回赛的规则，一次击倒10瓶从而得分，满分为300分。除了单打双打混双外，还设有坡道协助保龄球赛。运动员被允许在自行摆放坡道后再进行投球。在这项比赛中，运动员可以连续进行三轮投球。
- 自行车（奉贤区）
  - 比赛规则：比赛被分为三类总共十个独立项目。每个参赛组必须由不少于三名、不多于八名的运动员参赛。最终的名次由运动员到达终点线的顺序来排定。
- 馬術（上海马术运动场）
  - 比赛规则：运动员的分组不是根据年龄或性别，而是完全根据技术水平来进行。比赛场地将被分为11个区，在每个区测试运动员和动物之间的联系紧密程度，由评委团评分。
- 板球（奉贤体育馆）
  - 赛程：正式的板球比赛时间为半天至五天不等。特殊奥运会的板球规则是依据国际板球协会（ICC）的规定，在二十20赛制的基础上修订而成。二十20赛制的特点为：每区二十轮短边界球道更易于投球，规则设置更利于加快比赛进程，提高可看性。除了捕手之外的球员均有两轮投球机会。
- 足球（松江区）
  - 比赛规则：比赛包括5人制和11人制两种。5人制的比赛分为上下半场各十五分钟，中间有五分钟的中场时间。比赛队员多，比赛时间也相应增多。11人制比赛半场时间比5人制比赛要长很多。在常规赛季中，如果两队在比赛中打平则各取一分，淘汰赛采用加时赛和金球淘汰赛制，以致最后的点球大战。
- （天马乡村俱乐部）
  - 比赛规则：2007年世界特奥会的高尔夫球竞赛按难度分级男女同组竞技。级别一：个人技术赛，针对初级选手的六项场地技能竞赛，包括木杆击球、铁杆击球、高球、滚地球、长打入穴及短距入穴；级别二：交替击球团体赛，一位特奥运动员和一位技能级别更高的非特奥运动员组合交替击球的九洞竞赛；级别三：融合运动团体赛，一位特奥运动员和一位技能级别更高的非特奥运动员组合交替击球的十八洞竞赛；级别四，9洞个人击球赛；级别五，18洞个人击球赛。
- 體操（上海国际体操中心）
  - 比赛规则：和轮滑一样，题材比赛被分为两类——韵律操和艺术体操。混合性别的榆树题材比赛项目包括跳马翻腾 自由体操 单杠双杠和全能。女子体操和全能。只有女子运动员才能参加韵律操比赛项目如自由操、环操、球操、带操、全能操和团体操
- 柔道（南汇体育中心）
  - 比赛规则：运动员根据年龄 体重 性别以及能力被分为不同等级。比赛至少持续三分钟。运动员们根据他们的技艺以及在比赛过程中自持能力得分。由三名评委组成的评审团对比赛进行判定。用手控制对方的动作、搂抱或故意摔倒在对手身上，以及三角勒在比赛过程中都是禁止的。如果运动员连续出现如上动作，则面临惩罚。格斗分为两个不同的阶段：站技，以及双方队员均呈下跪姿势的寝技。
- 皮划艇（上海水上运动中心）
  - 比赛规则：通过气喇叭或者其它类似的发生装置发令比赛开始。运动员必须在其规定赛道前进。如果一个运动员闯入了对方赛道对其进行干扰，该队员将被取消参赛资格，同时对方可以选择重新开始比赛。奖牌的授予基于运动员超越终点线时所处的位置。比赛分为：单人艇200米、500米；双人艇200米、500米；融合运动双人艇200米、500米；单人艇专业组200米、500米；双人艇专业组200米、500米；融合运动双人艇专业组200米、500米。
- 舉重（闸北体育馆）
  - 比赛规则：比赛由三个竞技单元组成：坐式推胸举、蹲举和提举。运动员可选择参加单项竞赛、提举和坐式胸举组合项目竞赛，或三项全能竞赛。在组合项目竞赛中，运动员各单项累积得分高者获胜。单项竞赛中每人有三次机会，成功举起的最大重量将作为最后得分。成功完成前两个单项的选手才有资格参加难度系数最高的蹲举竞赛。每位选手会被分派到不同的重量级组。
- 輪滑（金山区轮滑中心／轮滑体操馆）
- 帆船（上海水上运动中心）
- 壘球（浦东康贝垒球场）
  - 比赛规则：垒球分为软式垒球和慢速垒球。不同于正规编制的9名队员，防守队须采用10名队员，因为将有一名外场的男队员或女队员。软式垒球赛全场是六局，或者最多1个小时的比赛。慢速垒球则会有七局，除非其中一队在第5局已经领先10个跑垒。比赛将使用国际通用的垒球比赛规则。所有同样有个人技能的竞赛，包括跑垒、掷球、守垒和击球。全体裁判会基于技巧和能力打出分数。
- 乒乓球（闵行体育馆）
  - 比赛规则：五个比赛项目包括单打、双打、混双、融合运动双打、融合运动混双，当个人或团体参赛队得到11分时，比赛结束
- 手球（复旦大学和杨浦体育场）
  - 比赛规则：由12人组成球队，一次最多7人同时商场。比赛持续70分钟，包括10分钟的中场休息，规则和正规手球比赛相同。
- 網球（旗忠网球中心）
- 排球（上海体育中心、华东师范大学、晋元高级中学）
- 龍舟賽（上海水上运动中心）
  - 比赛规则：龙舟队通常由浆手二十名、鼓手和舵手各一名组成。在既定赛程内率先到达终点者获胜。比赛时，船的两头被妆饰成用龙头龙尾的形状。鼓手负责击鼓来协调划桨节奏。和划艇不同，龙舟是用木浆前后滑动来前进的，浆手们一致面向前方。
- 舞龙舞狮（上海源深体育中心）
  - 比赛规则：舞狮一般是由两人装扮成狮子的模样。舞狮者随着鼓手的节奏隆重起舞。舞龙则是由许多人组成，使一条静止的巨龙栩栩如生。
- 機能訓練計劃（静安体育馆）
  - 比赛规则：技能训练计划（Motor Activities Training Program，简称MATP），这个项目是使得运动员能够利用良好的协调性和熟练性，通过操纵和传递物体来展现良好的技能技巧。比赛规则：包括提沙包、踢球、举球、推球、滚圆、宽木以及长凳在内的一系列运动项目。[2]

## 开幕式
这是历史上最大规模的特奥开幕式，也是中华人民共和国建国以来最大规模（除次年的2008北京奥运开幕式）的运动会开幕式。开幕式制作团队第一次以国际合作形式在中国出现，获13次艾米奖的美国著名制作人唐纳德。米歇尔为美方总导演兼制作人，中方团队由曾获得联合国国际和平年电视特别奖和多次星光奖、彩虹奖，以及五个一工程奖的著名电视制作人王康宏组队率领。和谐，是此届开幕式的表现主题，通过自2006年开始的创意讨论和制作，最终开幕式由多名智障演员和6000余名群众演员排练3个多月完成。开幕式制作排练期间经历了上海50年不遇的高温闷热天气和数次台风干扰。2007年10月2日晚8时，特奥历史上最大规模的开幕式在上海八万人体育场拉开帷幕。中共中央总书记、中国国家主席胡锦涛出席了开幕式，并宣布运动会正式开幕。

## 出席上海特奥会开幕式嘉宾
- 冰島 - 總統格里姆松
- 菲律賓 - 總統阿罗约
- - 副总理伊纳莫娃
- 国际特殊奥林匹克委员会主席蒂姆·施莱佛
- 国际特殊奥林匹克委员会名誉主席尤尼斯·肯尼迪·施莱佛阿罗约
- 中国 - 国务院副总理回良玉
- 中国 - 国务委员陈至立
- 澳門 - 行政长官何厚铧